# Marco Collao
Marco Antonio Collao Ramos (Calama, Chile; 11 de abril de 1998) es un futbolista chileno que juega de mediocampista. Actualmente milita en Audax Italiano de la Primera División de Chile.

## Trayectoria
Nació en Calama y llegó a los 15 años a Coquimbo Unido, luego de haberse probado en Cobreloa, donde no quedó seleccionado. 
Debutó por Coquimbo Unido en torneos oficiales en la derrota por 6 a 0 ante Palestino, el 9 de julio de 2016, en un partido válido por Copa Chile. Su primer gol en el profesionalismo fue contra Santiago Morning el 4 de noviembre de 2017 por la Primera B de Chile.
El segundo semestre de 2018 es anunciado como nuevo jugador de Deportes Antofagasta de la Primera División. En diciembre de 2022, es presentado como refuerzo de Audax Italiano.

## Estadísticas
| Club                   | Div.          | Temporada     | Liga  | Liga  | Copas nacionales | Copas nacionales | Torneos internacionales | Torneos internacionales | Total | Total |
| Club                   | Div.          | Temporada     | Part. | Goles | Part.            | Goles            | Part.                   | Goles                   | Part. | Goles |
| ---------------------- | ------------- | ------------- | ----- | ----- | ---------------- | ---------------- | ----------------------- | ----------------------- | ----- | ----- |
| Coquimbo Unido · Chile | 2.ª           | 2016-17       | 9     | 0     | 2                | 0                | —                       | —                       | 11    | 0     |
| Coquimbo Unido · Chile | 2.ª           | 2017          | 12    | 1     | 3                | 0                | —                       | —                       | 15    | 1     |
| Coquimbo Unido · Chile | 2.ª           | 2018          | 15    | 4     | 1                | 0                | —                       | —                       | 16    | 4     |
| Coquimbo Unido · Chile | Total club    | Total club    | 36    | 5     | 6                | 0                | 0                       | 0                       | 42    | 5     |
| Antofagasta · Chile    | 1.ª           | 2018          | 10    | 2     | —                | —                | —                       | —                       | 10    | 2     |
| Antofagasta · Chile    | 1.ª           | 2019          | 16    | 0     | 2                | 0                | 2                       | 0                       | 20    | 0     |
| Antofagasta · Chile    | 1.ª           | 2020          | 30    | 0     | —                | —                | —                       | —                       | 30    | 0     |
| Antofagasta · Chile    | 1.ª           | 2021          | 31    | 0     | 2                | 0                | 1                       | 0                       | 34    | 0     |
| Antofagasta · Chile    | 1.ª           | 2022          | 15    | 0     | 2                | 1                | 6                       | 1                       | 23    | 2     |
| Antofagasta · Chile    | Total club    | Total club    | 102   | 2     | 6                | 1                | 9                       | 1                       | 117   | 4     |
| Audax Italiano · Chile | 1.ª           | 2023          | 21    | 2     | 2                | 0                | 3                       | 0                       | 26    | 2     |
| Audax Italiano · Chile | 1.ª           | 2024          | 12    | 0     | 0                | 0                | —                       | —                       | 12    | 0     |
| Audax Italiano · Chile | Total club    | Total club    | 33    | 2     | 2                | 0                | 3                       | 0                       | 38    | 2     |
| Total carrera          | Total carrera | Total carrera | 171   | 9     | 14               | 1                | 12                      | 1                       | 197   | 11    |
| 1. 2. 3.               |               |               |       |       |                  |                  |                         |                         |       |       |

## Palmarés

### Campeonatos nacionales
| Título    | Club           | País  | Año  |
| --------- | -------------- | ----- | ---- |
| Primera B | Coquimbo Unido | Chile | 2018 |